# Högskär (Jomala, Åland)
Högskär är en ö i Åland (Finland). Den ligger i Ålands hav och i kommunen Jomala i landskapet Åland, i den sydvästra delen av landet. Ön ligger omkring 13 kilometer väster om Mariehamn och omkring 290 kilometer väster om Helsingfors.
Öns area är 7,9 hektar och dess största längd är 0,5 kilometer i öst-västlig riktning.